# Carcharhinus limbatus
Lo squalo orlato o squalo pinna nera minore (Carcharhinus limbatus Müller & Henle, 1839) è uno squalo di grandi dimensioni, che vive in prossimità delle piattaforme continentali ed insulari dei mari tropicali e temperati caldi di tutto il mondo. Viene spesso confuso con il Carcharhinus melanopterus o squalo pinna nera del reef.

## Descrizione
Ha un corpo piuttosto robusto, di colore grigio, di solito con le punte delle pinne di colore nero. Ha un muso lungo ed appuntito, una prima pinna dorsale più grande, ed una seconda più piccola.

## Tassonomia
Lo squalo orlato è stato per la prima volta descritto da Achille Valenciennes nel Müller & Henle (1839) come Carcharias (Prionodon) limbatus. Altri sinonimi utilizzati nel tempo sono stati Carcharias (Prionodon) pleurotaenia, Carcharias microps, Carcharias (Prionodon) muelleri, Carcharias maculipinna, Carcharias ehrenbergi, Carcharias aethlorus, Gymnorrhinus abbreviatus, Carcharias phorcys, and Carcharhinus natator. Il nome scientifico accettato è Carcharhinus limbatus (Müller & Henle, 1839). L'epiteto limbatus ("orlato") si riferisce alle punte nere delle pinne.

## Biologia
Come il suo parente stretto, lo squalo pinna nera, C. brevipinna, lo squalo orlato è uno squalo a nuotata veloce, capace non solo del breaching, cioè di saltare fuori dall'acqua, ma anche di ruotare molte volte su se stesso prima di reimmergersi. Molti lo considerano non aggressivo ed incapace di attacchi all'uomo senza provocazione, ma viene accusato della maggior parte dei morsi di squalo che si verificano in Florida, circa una dozzina l'anno.
Ci sono prove di segregazione: alcune popolazioni si dividono in due gruppi, il primo comprendente i maschi e le femmine non incinte, il secondo comprendente le femmine incinte ed i giovani.

### Alimentazione

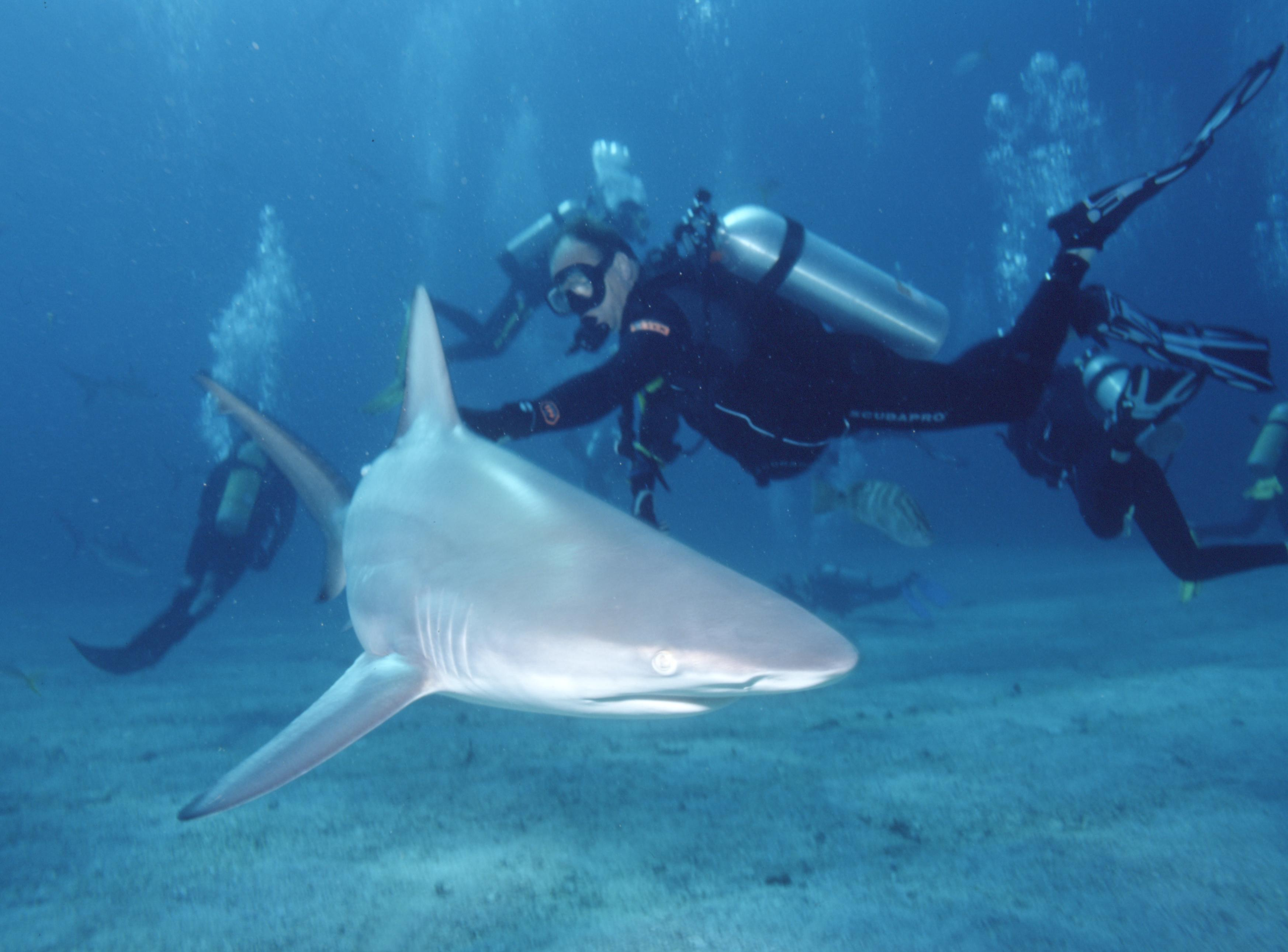
Un Carcharhinus limbatus a Walker Cay, Bahamas

Gli squali orlati si nutrono principalmente di pesci ossei: sardine, aringhe, cefali, Carangidae e sgombri. Si nutrono anche di esemplari giovanili di altri squali, come lo squalo bruno, di cefalopodi e di crostacei.

### Riproduzione
Lo squalo orlato è viviparo ed ogni sacco-tuorlo contiene da 1 a 10 cuccioli (in media tra i 4 ed i 7). Si ritiene che la gestazione duri tra i 10 ed i 12 mesi e che le femmine siano mature una volta l'anno.
Recentemente gli scienziati hanno confermato che lo squalo orlato è una di quelle specie capaci di partenogenesi, ovvero le femmine di questa specie possono riprodursi senza l'aiuto del maschio, per quanto ancora si sappia ben poco di questo processo che è stato riscontrato essere una peculiarità anche dello squalo toro.

### Rapporti con l'uomo
La sua carne è consumata fresca, essiccata o sotto sale, mentre la copertura è usata per ricavarne pelli ed il grasso per produrre olio. Interessa anche la pesca sportiva, spesso da terra.
Non è segnalato per attaccare senza provocazione l'uomo, ma è comunque considerato potenzialmente pericoloso.